# Musée Dar Essid
Le musée Dar Essid est un musée tunisien situé dans un palais de la médina de Sousse ayant appartenu à une famille d'aristocrates.
Il retrace la vie quotidienne citadine à Sousse aux XVIIIe et XIXe siècles.